# (475) Ocllo
(475) Ocllo ist ein Asteroid des Hauptgürtels, der am 14. August 1901 in Arequipa, Peru, von dem amerikanischen Astronomen DeLisle Stewart entdeckt wurde. (475) Ocllo war damit der erste Asteroid, der auf der Südhalbkugel entdeckt wurde.
Der Name ist von der Inka-Königin Ocllo abgeleitet.